# Letícia Spiller
Letícia Pena Spiller (Río de Janeiro, 19 de junio de 1973) es una actriz brasileña.
La actriz tiene ascendencia austriaca por parte de madre. Estuvo casada con el actor Marcello Novaes, con quien tiene un hijo llamado Pedro, nacido en 1996.
El 20 de enero de 2011, la actriz dio a luz a una hija, Stella, con su novio Lucas Loureiro, con el que inició una relación en junio de 2009.

## Filmografía

### Televisión
| Año                  | Título                            | Personaje                       |
| -------------------- | --------------------------------- | ------------------------------- |
| 1989                 | Xou da Xuxa                       | Pituxa Pastel - (Paquita)       |
| 1991                 | El Show de Xuxa                   | Pituxa Pastel - (Paquita)       |
| 1992                 |                                   |                                 |
| Xuxa Park            | Pituxa Pastel - (Paquita)         |                                 |
| Despedida de soltero | Debbie                            |                                 |
| Os Trapalhões        |                                   |                                 |
| 1994                 |                                   |                                 |
| Cuatro por Cuatro    | Babalu (Barbarela Lurdes)         |                                 |
| 1996                 | El rey del ganado                 | Giovanna Berdinazzi             |
| 1997                 | Zazá                              | Beatriz Soffer                  |
| 1998                 | Mulher                            |                                 |
| 1999                 | Suave veneno                      | Maria Regina Cerqueira Figueira |
| 2000                 | Esplendor                         | Flávia Cristina                 |
| 2001                 | A Grande Família                  | Sofia                           |
| 2001                 | Casseta & Planeta, Urgente!       | Maria Regina                    |
| 2002                 | Sabor da Paixão                   | Diana                           |
| 2003                 | Xuxa no Mundo da Imaginação       | Vambrina                        |
| 2003                 | Sítio do Picapau Amarelo          | Gavita                          |
| 2003                 | Kubanacan                         | Laura / Adelaide Labarca        |
| 2004                 | A Diarista                        | ella misma                      |
| 2004                 | Señora del destino                | Vivianne Fontes                 |
| 2005                 | Ciudad de los hombres             | ella misma                      |
| 2005                 | Quem vai ficar com Mário?         | Diana                           |
| 2006                 | Xuxa 20 Anos                      |                                 |
| 2007                 | Amazônia                          | Anália                          |
| 2007                 | Linha Direta Justiça              | Sylvia Thibau                   |
| 2007                 | Dos caras                         | Maria Eva Monteiro Duarte       |
| 2008                 | Casos e Acasos                    | Cléo                            |
| 2008                 | Nada Fofa                         | Nádia Wolf                      |
| 2009                 | Episódio Especial                 | ella misma                      |
| 2009                 | Vivir la vida                     | Betina                          |
| 2010                 | Afinal, o Que Querem as Mulheres? | Sophia                          |
| 2011                 | Malhação                          | Laura Guimarães                 |
| 2012                 | La guerrera                       | Antonia Alcântara Vieira        |
| 2013                 | Preciosa perla                    | Lola Gardel                     |
| 2014                 | Boogie Oogie                      | Gilda Antunes                   |
| 2015                 | I Love Paraisópolis               | Soraya Brenner                  |
| 2016                 | Sol Nascente                      | Lenita                          |